# Turbina corymbosa
Turbina corymbosa (sinônimo comum: Rivea corymbosa), é uma espécie de "glória-da-manhã", nativa por toda America Latina do norte do México ao sul do Peru e naturalizada em muitos outros lugares. Ela é uma planta perene trepadeira com flores brancas, normalmente plantadas como plantas ornamentais. Esta planta também é achada em Cuba, onde ela normalmente floresce de Dezembro até Fevereiro.
Conhecida pelos nativos do México Ololiúqui (Também ololiuhqui ou ololiuqui), nome também, algumas vezes atribuído às sementes da Ipomoea purpurea ou I. violacea, ainda pouco estudadas e utilizadas fora do México, onde provavelmente foi uma das droga alucinógenas mais comuns entre as usadas pelos nativos.
É uma espécie invasora nos Estados Unidos. Assim como na Austrália, onde ela se tornou mais naturalizada.

## Galeria

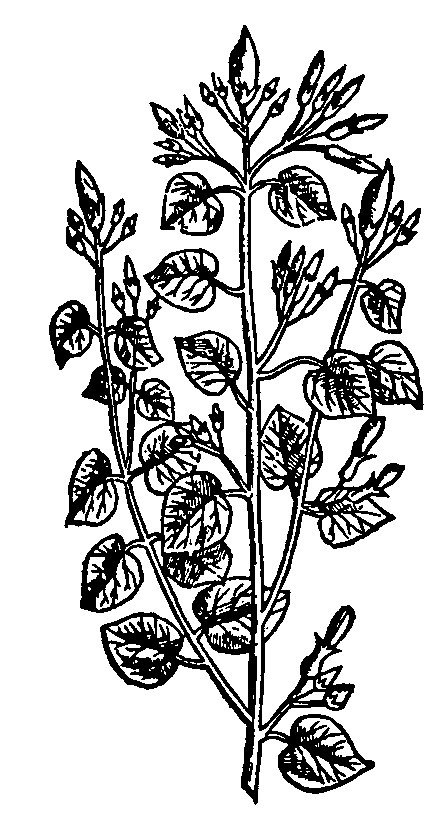
Ololiuhqui, Rivea corymbosa illustration, 1651. Francisco Hernández, Rerum medicarum